# Saint-Julien-d’Intres
Saint-Julien-d’Intres – gmina we Francji, w regionie Owernia-Rodan-Alpy, w departamencie Ardèche. W 2013 roku liczba ludności wynosiła 355 mieszkańców. 
Gmina została utworzona 1 stycznia 2019 roku z połączenia dwóch ówczesnych gmin: Intres oraz Saint-Julien-Boutières. Siedzibą gminy została miejscowość Intres. 